# Yamato Inaba

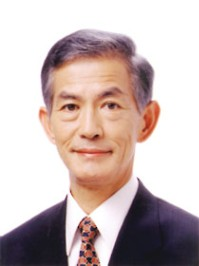
Yamato Inaba

Yamato Inaba (japanisch 稲葉 大和 Inaba Yamato; * 12. November 1943)  ist ein japanischer Politiker der Liberaldemokratischen Partei (Watanabe-Faktion, später Yamasaki-Faktion) und ehemaliges Mitglied im Shūgiin (Abgeordnetenhaus), dem Unterhaus des japanischen Parlaments (Kokkai).

## Leben
Geboren wurde er im Kanda Ward von Tokyo City, der heute Teil des Chiyoda Wards in Tokyo ("Metropolis") ist. Nach seinem Abschluss an der Komaba Toho High School im Jahr 1966 absolvierte er ein Studium der Rechtswissenschaften an der juristischen Fakultät der Chūō-Universität. Anschließend wurde er Sekretär seines Vaters, Osamu Inaba, der ebenfalls Mitglied des Repräsentantenhauses war. Später diente er als Sekretär des Bauministers Yoshiaki Kibe. Im Jahr 1990 kandidierte er bei den 39. allgemeinen Wahlen zum Repräsentantenhaus für den damaligen Wahlbezirk 2 von Niigata, konnte jedoch nicht erfolgreich das Mandat seines Vaters übernehmen.
Nach seiner Zeit als Sekretär von Michio Watanabe trat er bei den 40. allgemeinen Wahlen zum Repräsentantenhaus im Jahr 1993 erneut an und zog erstmals ein. Zu seinen damaligen Kollegen zählten bekannte Persönlichkeiten wie Shinzō Abe, Yoshihiko Noda, Sanae Takaichi, Fumio Kishida, Yasuhisa Shiozaki, Keiichi Ishii, Toshimitsu Mogi, Makiko Tanaka, Akihiko Kumashiro, Masaaki Yokouchi, Seiko Noda, Yasukazu Hamada und Kenji Yamaoka. Er ist Mitglied der Watanabe-Partei und wurde für fünf aufeinanderfolgende Amtszeiten gewählt. In seiner politischen Laufbahn bekleidete er die Ämter des parlamentarischen Vizeministers für Wissenschaft und Technologie sowie des Vizeministers für Bildung, Kultur, Sport, Wissenschaft und Technologie.
Im Jahr 1997 verließ er die damalige Watanabe-Fraktion, der er angehörte, nachdem er den Fraktionsvorsitzenden Yasuhiro Nakasone und andere Mitglieder kritisiert hatte. Diese hatten sich nachdrücklich für den Eintritt Satos in das Kabinett eingesetzt. 1998 beteiligte er sich an der Gründung der Yamazaki-Fraktion, die aus der ehemaligen Watanabe-Fraktion hervorging. Während der Kato-Rebellion im Jahr 2000 war er das einzige Mitglied der Yamazaki-Fraktion, das an der Plenarsitzung zum Misstrauensantrag gegen das Kabinett Mori teilnahm. Eine Ausnahme bildete Koji Yasuoka, der als amtierender Kabinettsminister im Amt verblieb.
Bei den 45. Allgemeinen Wahlen zum Oberhaus am 30. August 2009 unterlag er Uyo Kuroiwa von der Demokratischen Partei Japans und scheiterte mit seiner Bewerbung um die Wiedereinführung des Verhältniswahlrechts.
Im April 2014 wurde er mit dem Orden der Aufgehenden Sonne, Goldstrahlen mit Rosette, ausgezeichnet.

## Mitgliedschaften
- Parlamentarischer Runder Tisch des Japanischen Rates
- Parlamentarische Versammlung zur Untersuchung der Probleme der japanischen Lehrergewerkschaft
- Allianz zur Förderung der Freizügigkeit japanischer Ehefrauen (Vorsitz)

## Wahlergebnisse
| Wahlergebnis | Wahl                                         | Datum              | Alter | Wahlkreis            | Angetreten für | Erhaltene Stimmen | %       | Platzierung | Reihenfolge bei Abstimmungen Anzahl der Kandidaten |
| ------------ | -------------------------------------------- | ------------------ | ----- | -------------------- | -------------- | ----------------- | ------- | ----------- | -------------------------------------------------- |
| Niederlage   | 39. Allgemeine Wahlen zur Abgeordnetenkammer | 18. Februar 1990   | 46    | Niigata Wahlbezirk 2 | LDP            | 50.151            | 14,6 %  | 3           | 4/7                                                |
| Sieg         | 40. Allgemeine Wahlen zur Abgeordnetenkammer | 18. Juli 1993      | 49    | Niigata Wahlbezirk 2 | LDP            | 65.281            | 19,8 %  | 3           | 3/6                                                |
| Sieg         | 41. Allgemeine Wahlen zur Abgeordnetenkammer | 20. Oktober 1996   | 52    | Niigata Wahlbezirk 3 | LDP            | 79.635            | 36,03 % | 1           | 1/4                                                |
| Sieg         | 42. Allgemeine Wahlen zur Abgeordnetenkammer | 25. Juni 2000      | 56    | Niigata Wahlbezirk 3 | LDP            | 111.819           | 51,15 % | 1           | 1/4                                                |
| Sieg         | 43. Allgemeine Wahlen zur Abgeordnetenkammer | 9. November 2003   | 59    | Niigata Wahlbezirk 3 | LDP            | 108.627           | 55,91 % | 1           | 1/3                                                |
| Sieg         | 44. Allgemeine Wahlen zur Abgeordnetenkammer | 11. September 2005 | 61    | Niigata Wahlbezirk 3 | LDP            | 111.695           | 50,14 % | 1           | 1/4                                                |
| Niederlage   | 45. Allgemeine Wahlen zur Abgeordnetenkammer | 30. August 2009    | 65    | Niigata Wahlbezirk 3 | LDP            | 70.058            | 32,83 % | 1           | 2/3                                                |